# Gando (série télévisée)
Pour les articles homonymes, voir Gando.
Gando est une série télévisée iranienne en 30 épisodes de 45 minutes créée et réalisée par Javad Afshar en 2019. Elle est diffusée  sur Canal 3. Le réalisateur de la série a affirmé que le film est basé sur la réalité, mais d'autres commentateurs affirme qu'elle est destinée à affaiblir le camp réformateur auprès de l'opinion publique iranienne. 

## Synopsis
La série montre les activités des services de contre-espionnage iraniens et l'arrestation de Jason Rezaian et de sa femme Yeganeh Saleh, également journaliste. Jason Rezaian, qui travaillait pour le quotidien américain Washington Post, a été arrêté en juillet 2014 et détenu pendant 544 jours avant d'être libéré en 2016 au moment de l'entrée en vigueur de l'accord nucléaire conclu entre l'Iran et les grandes puissances.

## Nom du film
Gando est le nom d'un crocodile indien présent en Iran.

## Distribution
- Dariush Farhang
- Vahid Rahbani
- Payam Dehkordi
- Farhad Ghaemian
- Mohammad Reza Sharifinia
- Alirim Norayi
- Farhad Qaemian
- Cock Khan Ajman
- Kamand Amirsolemani
- Leila Otadi
- Pendar Akbari
- Niloufar Shahidi
- Kambiz Dirbaz
- Sara Khoeniha
- Rabe'e Oskooyi
- Pejman Bazeghi
- Jamshid jahanzadeh

## Critiques
Elle a été critiquée par le conseiller du président Hassan Rohani en personne, Hesamodin Ashna, mais aussi d'autres membres du gouvernement. En effet, selon ces critiques, la série vise à montrer sous un jour particulièrement défavorable le Ministère des Affaires Etrangères iranien lors de la négociation sur le nucléaire, qui a mené à l'accord de Vienne, connu sous le nom de JCPOA. Elle montre notamment un ministère des affaires étrangères, clairement identifiés comme Mohammad Djavad Zarif (bien que son nom ne soit pas utilisé) comme faible et manipulé par les services secrets britanniques.